# Ángel Fernández de Marco
Ángel Fernández de Marco (Madrid, 1971) es un poeta, escritor y divulgador cultural español, conocido en el ámbito literario con el pseudónimo de Álibe.

## Semblanza

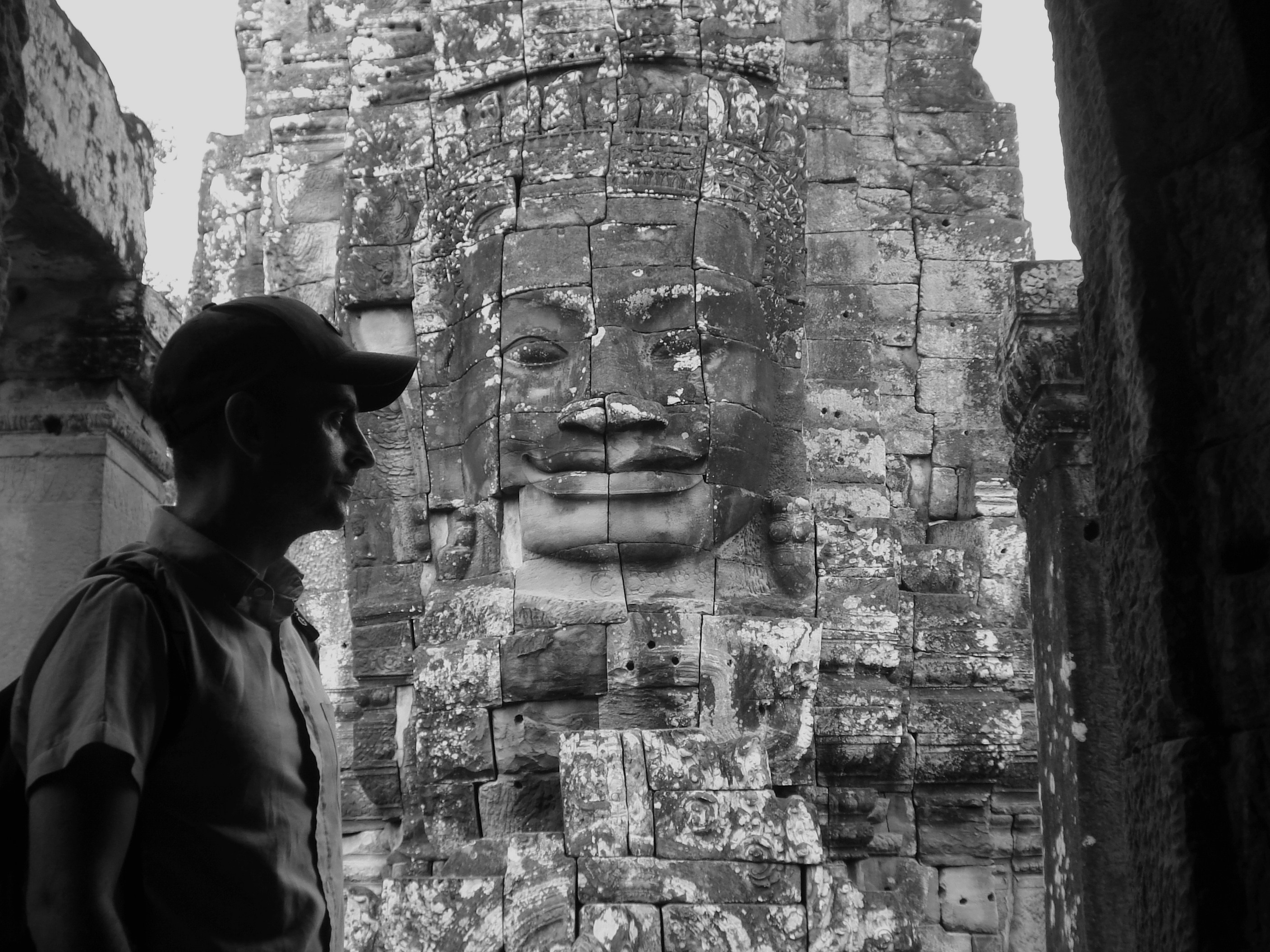
Álibe en Bayon Temple. Reino de Camboya (2012)

Se crio en el seno de la vega del Tajo a su paso por Aranjuez. Con la publicación de su primer libro poético Las cenizas del edén en el año 1997, inicia su periplo de colaboraciones y trabajos en medios de comunicación escrita de la ciudad ribereña. Rotativos locales como El Espejo, Cuatro esquinas y El Heraldo de Aranjuez le ofrecen una oportunidad de creación e intervención en temáticas sociales. Asiduo y entusiasta de los movimientos culturales ha sido miembro de grupos y asociaciones culturales como: CLEA (Círculo Literario de Escritores de Aranjuez) y Grupo Aranjuez, facción derivada del movimiento transcendentalista creado por el autor costarricense Laureano Albán.  
A finales de los 90 se enrola en las filas de publicaciones poéticas de rango heterodoxo y conceptual: Alba (Revista Internacional de Poesía), Plática y Macondo. En el año 2000 realiza una adaptación teatral de una pieza narrativa de Óscar Wilde junto al escritor Alberto Lominchar. En diciembre, de ese mismo año, es representada en el Centro Cultural Isabel de Farnesio del Real Sitio, con notable aceptación crítica. Sus viajes a Oriente en la primera década del milenio son recurrentes como vía de conocimiento imprescindible para su afianzamiento y madurez discursiva. Sus aportaciones en el medio radiofónico son cada vez frecuentes en espacios librepensadores como Radio Fuga en labores de colaborador, tertuliano. A partir del 2011 crea el canal sonoro Onda Cristal: dial que ofrece pinceladas creativas del autor. A finales del año de 2013 funda la entidad El Clan de la Medusa, plataforma privada cuyo objetivo es la gestión, el fomento y el compromiso con las manifestaciones artísticas ligadas a la literatura y a la palabra. En el 2017 es asignado como miembro de la redacción de la publicación cultural Nautilus.

## Compromiso estético

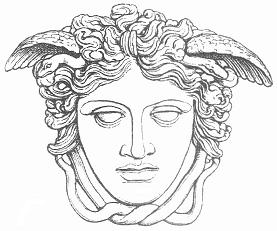
El Clan de la Medusa

Partidario desde sus orígenes poéticos de una concepción experimentadora del lenguaje, su escritura merodea inexorablemente por las lindes metafísicas, por las regiones del conocimiento a través tanto de la métrica clásica como de la rupturista. Acuña el término “Logos alibense” para referirse a la corriente creativa multidisciplinar que aboga por el cultivo de la consciencia, por la imbricación onírica en la exploración profunda de la sensorialidad, y el retoricismo expresivo.

## El Clan de la Medusa

Bandera medusiana

Es el colectivo, foro, curia cultural de pensamiento y de desarrollo personal creado por Ángel Fdez. de Marco (Álibe) en el año 2013. Se considera como un instrumento de conciliación heterodoxo y ecléctico,  como un escenario de reunión, como un nexo de identidad y trabajo humanista destinado a todas aquellas personas que desean, a través de la organización grupal, avanzar, cultivar, fortalecer su desenvolvimiento, su conocimiento en el mundo de las ideas, de la creación artística, de aquellas materias donde la tradición y la contemporaneidad se cruzan en vías paralelas y necesarias para el devenir del siglo XXI.
El medusianismo desea seguir la senda sin límite del crecimiento humano. Para ello considera que valores como la amistad, el respeto, el fortalecimiento de los elementos cívicos son piezas inquebrantables, pilares que toda sociedad presente y futura debe asumir íntegramente sin asomo a la duda, a la discrepancia; todo aquel o aquello que viole, denigre o incumpla tales actitudes son  rechazados sin paliativos por la razón de la entidad.
La palabra , la voluntad y la armonía forman la tríada conceptual perfecta del espíritu medusiano.

## Obra

### Poesía
- Las cenizas del edén (Alba- Revista Internacional de Poesía, 1997)
- Vigoré.
- Alisedas marinas (Amazon,2018).
- El oráculo prohibido.
- El legado del fuego.
- Rictus Mortis (Visión Libros, 2009).
- Mis venas son murmullos de ámbar   (Bubok, 2011).
- Apátridas (Amazon, 2017).
- Estigma (Poesía Completa, en desarrollo).

### Antologías
- La boheme  (Alba-Revista Internacional de Poesía, 1998)
- Alba cubana (Alba-Revista Internacional de Poesía, 1998)
- Ecos de Aurora (Foro Literario Alejandría. Gráficas Arminio, 2000)
- Tic-Tac. Cuentos y Poemas contra el tiempo (Ediciones Atlantis, 2007). Intervención con autores como Luis Eduardo Aute, Ouka Lee, Espido Freire, entre otros.
- El séquito de Talía  (Yagruma Ediciones, 2016).
- Los antiguos sarmientos del demiurgo  (Amazon, 2019).

### Narrativa
- Proezas de la infamia. Novela inédita.

### Otros géneros
- Pasaje a la eternidad. Inédito.
- Articulario. Inédito.
- Paraísos de bolsillo.